# Малкога жовтодзьоба
Малко́га жовтодзьоба (Ceuthmochares aereus) — вид зозулеподібних птахів родини зозулевих (Cuculidae). Мешкає в Західній і Центральній Африці.

## Опис
Довжина птаха 33 см, самці важать 62 г, самиці 68,5 г. Довжина хвоста становить 20 см, довжина дзьоба 24 мм. Тім'я і потилиця темно-синьо-зелені, обличчя зеленувато-сіре, верхня частина тіла темно-сіра з синьо-зеленим відблиском. Нижня частина тіла сіра, нижня частина живота чорнувата, нижня сторона хвоста фолетова, блискуча. Райдужки червоні або темно-бордові, навколо очей кільця голої жовтої шкіри, перед очима вона зеленувата. Дзьоб міцний, яскраво-жовтий, біля основи чорнуватий. Лапи чорні.
Молоді птахи мають більш тьмяне забарвлення, верхня частина тіла у них має чорнувато-сірий відтінок, груди темно-сірі, пера на ній мають коричнюваті кінчики, очі карі. у представників підвиду C. a. aereus верхня частина тіла у них має не синьо-зелений, а темно-синьо-сірий відтінок.

## Підвиди
Виділяють два підвиди:
- C. a. flavirostris (Swainson, 1837) — від Гамбії до гирла Нігера в Нігерії;
- C. a. aereus (Vieillot, 1817) — від південно-східної Нігерії до західної Кенії, північної Замбії і Анголи, острів Біоко.

## Поширення і екологія
Жовтодзьобі малкоги мешкають в Сенегалі, Гамбії, Гвінеї-Бісау, Гвінеї, Сьєрра-Леоне, Ліберії, Кот-д'Івуарі, Гані, Того, Беніні, Нігерії, Камеруні, Центральноафриканській Республіці, Екваторіальній Гвінеї, Габоні, Республіці Конго, Демократичній Республіці Конго, Південному Судані, Уганді, Руанді, Бурунді, Кенії, Танзанії, Анголі і Замбії. Вони живуть у вологих тропічних лісах, на узліссях і галявинах, у вторинних і галерейних лісах. Зустрічаються на висоті до 1600 м над рівнем моря, на сході ареалу на висоті до 2000 м над рівнем моря.
Жовтодзьобі малкоги живляться гусінню, зокрема такою, яка має отруйні щетинки, жуками, кониками, цвіркунами та іншими комахами, слимаками та іншими безхребетними, деревними амфібіями, іноді дрібними птахами, а також плодами, насінням і листям. Вони шукають їжу в кронах дерев, на висоті від 8 до 30 м над землею, пересуваючись короткими стрибками з гілки на гілку. Жовтодзьобі малкоги є моногамними птахами і захищають гніздові території. Вони гніздяться протягом всього року. Гніздо являє собою платформу з гілочок, яка розміщується на дереві, на висоті від 2 до 5 м над землею, в розвилці між гілками. В кладці від 2 до 4 білих яєць. За пташенятами доглядають і самиці, і самці.